# Koch Máté
Koch Máté Tamás (Budapest, 1999. szeptember 17. –) olimpiai, világ-, és Európa-bajnok magyar párbajtőrvívó. A Vasas versenyzője, nevelőedzője Halla Péter. Edzője - 2022. szeptember óta - Boczkó Gábor.

## Sportpályafutása
2016-ban az újvidéki kadét Európa-bajnokságon a párbajtőrcsapat (Nagy Dávid, Bende Bence, Andrásfi Tibor) tagjaként aranyérmet nyert. A 2017-es junior Eb-n csapatban (Andrásfi Tibor, Esztergályos Patrik, Siklósi Gergely) bronzérmet szerzett. A 2018-as junior Európa-bajnokságon egyéniben bronzérmet szerzett. 2019-ben a junior Európa-bajnokságon és a junior világbajnokságon is az aranyérmes magyar csapat tagja volt. Ugyanebben az évben a felnőtt Eb-n bronzérmet szerzett csapatban (Berta Dániel, Rédli András, Siklósi).
2022-ben csapatban (Andrásfi, Nagy D., Siklósi) hetedik volt az Eb-n. A világbajnokságon egyéniben a 16-ig jutott. A 2023. évi Európa-játékokon a férfi párbajtőrcsapat (Nagy Dávid, Siklósi Gergely, Andrásfi Tibor) tagjaként aranyérmet nyert, ami egyben Európa-bajnoki címet is jelentett. A 2023-as milánói vívó-világbajnokságon aranyérmet szerzett, a döntőben az olasz Davide Di Verolit legyőzve.
A 2024-es párizsi olimpián a venezuelai Grabiel Lugo ellen lépett pástra a legjobb 16 közé jutásért, de első kiemeltként kikapott, és búcsúzott a további szerepléstől. A párbajtőr csapatversenyében a magyar csapat (Siklósi Gergely, Andrásfi Tibor, Nagy Dávid) tagjaként aranyérmet szerzett, miután a negyeddöntőben Kazahsztánt (45–30), az elődöntőben a házigazda Franciaországot (45–30), a döntőben pedig a címvédő Japánt (26–25) is legyőzték.

## Eredményei
Magyar bajnokság
- párbajtőr egyéni
  - aranyérmes: 2021
  - ezüstérmes: 2024
  - bronzérmes: 2018
- párbajtőr csapat
  - aranyérmes: 2020, 2024
  - ezüstérmes: 2017, 2019, 2021
  - bronzérmes: 2018

## Díjai, elismerései
- A Magyar Érdemrend tisztikeresztje (2024)[12]